# 1215
1215 (MCCXV) a fost un an obișnuit al calendarului iulian.

## Evenimente
- 4 martie: Regele Ioan al Angliei depune jurământul de cruciat, pentru a obține astfel sprijinul papei Inocențiu al III-lea în disputa sa cu baronii.
- 17 mai: Londra este ocupată de baronii răsculați.
- 15 iunie, Regele Ioan al Angliei este nevoit să semneze, în apropiere de Windsor, documentul Magna Charta Libertatum, prin care se întăresc drepturile nobilimii și cavalerilor și se restrâng cele ale Regalității.
- 24 august: Papa Inocențiu al III-lea declară Magna Charta Libertatum ca fiind lipsită de valabilitate.
- 1 noiembrie: Se deschide Conciliul Lateran IV; se pun bazele organizatorice ale Cruciadei a cincea; se consacră suzeranitatea papală în Sicilia și în Anglia.
- 11 noiembrie: În cadrul Conciliului Lateran IV, Simon de Montfort este recunoscut drept conte de Toulouse.

### Nedatate
- mai: Pekin este capturat și incendiat de mongolii conduși de Ginghis Han.
- iunie: Simon al IV-lea de Montfort cucerește Montpellier, Narbonne și Toulouse.

- august: Regele Ioan al Angliei respinge prevederile din Magna Charta Libertatum, fapt ce provoacă revolta baronilor ("Primul război al baronilor").
- Hanul de Horezm, Ala ad-Din Muhammad cucerește Ghaznî și aproape întreg Afghanistanul; el mai controla Khorasanul, Transoxiana și Iranul aproape în totalitate.
- Otto al IV-lea este depus din poziția de rege al Germaniei și de împărat romano-german de către papa Inocențiu al III-lea și înlocuit cu Frederic al II-lea de Hohenstaufen.

## Arte, Știință, Literatură și Filosofie
- Al Qifti scrie o istorie a științelor exacte.
- Prin Conciliul Lateran IV, este condamnată opera lui Gioacchino da Fiore, călugăr cistercian, asupra unității Sfintei Treimi.

## Nașteri
- 5 mai: Alfons al III-lea, rege al Portugaliei (d. 1279)
- 23 septembrie: Kublai-han, conducător al mongolilor (d. 1294)

- Celestin al V-lea, papă (d. 1296)
- David al VII-lea, rege al Georgiei (d. 1270)
- Guillaume de Rubroucq, călător și cronicar flamand (d. ?)
- Hethum I, rege al armenilor din Cilicia (d. 1270)
- Ioan al XXI-lea (n. Pedro Hispano), papă (d. 1277)
- Taddeo Alderotti, medic italian (d. 1295)

## Decese
- 5 iulie: Eisai, 74 ani, preot budist japonez (n. 1141)

- Gottfried din Strasbourg, poet german (n. 1180)
- Manfred al II-lea, marchiz de Saluzzo (n. 1140)
- Rurik Rostislavici, cneaz de Novgorod (n. ?)
- Siccard din Cremona, presbiter și istoric italian (n. 1155)

## Înscăunări
- 25 iulie: Frederic al II-lea, împărat romano-german (1215-1250), încoronat la Aachen.